# 森林科学科
森林科学科（しんりんかがくか）は、大学、専門学校、高等学校における学科のひとつ。森林科学の教育、研究がなされる。

## 日本
日本の多くの大学において森林科学科は農学部や環境系学部などに設置されている。森林科学分野の学科として、異なる名称で設置されている大学の場合、農業土木学と統合した学科構成の場合が多い。
専門学校では、農業大学校に設置されている。
また、高等学校においても、農業科に設置されていることもある。林学科から名称変更して、環境保全・測量などの学習内容を加えて再編したものが多い。
これらの生徒・学生の卒業後の進路として、公務員や測量会社、森林組合（県森林組合連合会含む）、地域林業研究会、森林コンサルタントなどが考えられる。かつては製材業などが多かったが大幅に縮小している。

### 森林科学科が設置されている日本の大学・学部
林野庁：森林・林業に関する学科・科目設置校一覧表（大学）平成29年4月現在　などを参考にすると以下の通り

#### 国立大学
- 北海道大学農学部
- 宇都宮大学農学部
- 京都大学農学部

#### 公立大学
- 京都府立大学生命環境学部

### 森林科学分野の学科が設置されている日本の大学・学部

#### 国立大学
- 弘前大学農学生命科学部 地域環境工学科 農山村環境コース（農村計画学・山地防災工学）
- 岩手大学農学部 地域環境科学科 森林科学コース
- 山形大学農学部 食料生命環境科学科 (旧生物環境学科 森林環境資源学講座)
- 茨城大学農学部 地域環境科学科 緑環境システム科学カリキュラム
- 筑波大学生命環境学群 生物資源学類 農林生物学コース
- 千葉大学園芸学部緑地環境学科緑地科学プログラム・大学院環境園芸学専攻緑地環境学コース緑地科学領域
- 東京大学農学部 応用生命科学課程森林生物科学専修　環境資源科学課程緑地生物学専修 森林環境資源科学専修・木質構造科学専修
- 東京農工大学農学部 環境資源科学科、地域生態システム学科（旧林学科）
- 新潟大学農学部 農学科流域環境プログラム(旧生産環境科学科 森林環境学コース)
- 静岡大学農学部 生物資源科学科 木質科学コース、地域生態環境科学コース (旧環境森林科学科)
- 信州大学農学部 農学生命科学科 (旧森林生命科学科) 森林・環境共生学コース
- 名古屋大学農学部 生物環境科学科（旧林学科）
- 三重大学生物資源学部 共生環境学科地球環境システム学教育コース地球環境学プログラム（森林資源環境学講座ほか）資源循環学科農林生物学教育コース、森林科学プログラム
- 岐阜大学応用生物科学部 生産環境科学課程 環境生態科学コース（旧応用生物科学科 生物環境科学講座 生物環境工学系）
- 岡山大学農学部 総合農業科学科 環境生態学コース 緑地生態学と森林生態学森林保全学
- 広島大学総合科学部 総合科学科 総合科学プログラム 自然探究領域 （旧環境科学部門自然環境研究領域）
- 鳥取大学農学部 生命環境農学科 里地里山環境管理学コース（旧生物資源環境学科 環境共生科学コース）植物菌類生産科学コース
- 島根大学生物資源科学部 農林生産学科 森林学教育コース/農林生態科学教育コース
- 高知大学農林海洋科学部 農林資源環境科学科 森林科学領域（旧暖地農学科　森林科学コース）
- 愛媛大学農学部 生物資源学科　森林資源学コース
- 九州大学農学部 生物資源環境学科　森林資源科学部門
- 宮崎大学農学部 農学科 森林環境持続性科学コース（2024年度まで森林緑地環境科学科）
- 鹿児島大学農学部 生物環境学科 森林管理学講座 地域資源環境学講座
- 琉球大学農学部 亜熱帯農林環境科学科 森林環境学コース、亜熱帯地域農学科　農林経済学コース、農林共生学コース

#### 公立大学
- 秋田県立大学生物資源科学部 生物環境科学科 生物環境科学講座　陸域生物圏グループ
- 静岡県立農林環境専門職大学 生産環境経営学部 生産環境経営学科 林業コース
- 公立鳥取環境大学 環境学部 環境学科

#### 私立大学
- 東京農業大学地域環境科学部 森林総合科学科
- 日本大学生物資源科学部  森林資源科学科
- 近畿大学農学部 環境管理学科 森林資源学研究室
- 玉川大学農学部 環境農学科 生態系科学領域
- 東京都市大学環境学部 環境創生学科 生態環境分野
- 大阪工業大学工学部 環境工学科 生命環境学研究室
- 早稲田大学人間科学部 人間環境科学科 森林環境科学研究室

### 森林科学分野の学科が設置されている日本の大学校等
- 群馬県立農林大学校　2年制/専修学校　農林業ビジネス学科　森林コース
- 島根県立農業大学校　2年制/各種学校　林業科
- いわて林業アカデミー　1年制/研修機関
- 秋田林業大学校　2年制/研修機関
- 山形県立農林大学校　2年制/専修学校	林業経営学科
- ふくい林業カレッジ　1年制/研修機関
- 長野県林業大学校　2年制/専修学校
- 岐阜県立森林文化アカデミー　2年制/専修学校	森と木のエンジニア科、森と木のクリエーター科
- 京都府立林業大学校　2年制/各種学校	森林林業学科
- 兵庫県立森林大学校　2年制/専修学校	専攻科
- 和歌山県立農林大学校　1年制/研修機関	林業研修部　林業経営コース
- とくしま林業アカデミー　1年制/研修機関
- 高知県立林業大学校　1年制/研修機関	基礎課程、専攻課程
- おおいた林業アカデミー　1年制/研修機関
- みやざき林業青年アカデミー　1年制/研修機関

全国林業短期大学校連絡協議会加盟機関平成30年8月現在

### 森林科学科が設置されている日本の高等学校
- 北海道旭川農業高等学校
- 北海道岩見沢農業高等学校
- 北海道帯広農業高等学校
- 北海道旭川農業高等学校
- 茨城県立大子清流高等学校
- 埼玉県立秩父農工科学高等学校
- 岐阜県立岐阜農林高等学校
- 岐阜県立郡上高等学校
- 奈良県立吉野高等学校
- 鳥取県立智頭農林高等学校

## 米国
- メイン大学
- マサチューセッツ大学アマースト校
- メリーランド大学カレッジパーク校
- ウェストバージニア大学
- バーモント大学
- イェール大学
- ペンシルベニア州立大学
- ウィスコンシン大学スティーブンスポイント校
- ウィスコンシン大学マディソン校
- ミネソタ大学ツインシティー校
- ミシガン州立大学
- 南イリノイ大学
- パデュー大学
- アイオワ州立大学
- イリノイ大学アーバナ・シャンペーン校
- オハイオ州立大学
- ミズーリ大学コロンビア校
- ミシガン大学
- ノースカロライナ州立大学
- テキサスA&M大学
- クレムソン大学
- バージニア工科大学
- ケンタッキー大学
- テネシー大学
- オクラホマ州立大学
- デューク大学
- フロリダ大学
- オーバーン大学
- ルイジアナ州立大学
- ジョージア大学
- カリフォルニア大学デービス校
- オレゴン州立大学
- モンタナ大学
- カリフォルニア大学バークレー校
- アイダホ大学
- アラスカ大学フェアバンクス校
- カリフォルニア・ポリテクニック州立大学サンルイスオビスポ校
- ユタ州立大学